# Dino Šarac
Dino Šarac (kyrillisch Дино Шарац, * 6. September 1990 in Novi Sad, SFR Jugoslawien) ist ein serbischer Fußballspieler, der derzeit beim würtembergerischen Landligisten FC Srbija Ulm spielt.

## Karriere
Seine Karriere begann er 2008 beim FK Bačka. Ein Jahr später wechselte er in die dritthöchste Spielklasse zu Matalac Futog. Danach spielte er auch für Pivara und Srem. 2011 wechselte er zum FK Spartak Subotica in die Superliga, die höchste Spielklasse im serbischen Fußball. Dort erlebte er seine erfolgreichste Zeit. In 71 Spielen erzielte er drei Tore. 2014 wechselte er zum FK Donji Srem. Mit Donji Srem stieg er aus der Superliga ab. Im Sommer 2015 wechselte er zum FK Novi Pazar. Obwohl er in Novi Pazar Stammspieler war, entschied er sich Novi Pazar nach nur einer Saison zu verlassen und wechselte zum Aufsteiger FK Napredak Kruševac. Napredak Kruševac verließ er ebenfalls nach nur einer Saison, als er zum Ligakonkurrenten OFK Bačka wechselte.
In der Saison 2018/19 spielte er in der Prva Liga, der zweiten Liga Serbiens. Die erste Saisonhälfte verbrachte er bei FK Metalac, während er in der zweiten Saisonhälfte zu seinem ehemaligen Klub FK Novi Pazar zurückkehrte. Am 22. August 2019 verkündete der FK Hajduk 1912 den Verpflichtung von Šarac, womit er in die Srpska Liga Vojvodina, der dritten Liga Serbiens wechselte.  In der Saison 2020/21 kehrte er zu seinem ehemaligen Klub, FK Napredak Kruševac zurück, womit er wieder in der ersten serbischen Liga spielte.  Dort blieb er allerdings nur bis Winter. Am 5. Februar 2021 wurde sein Wechsel zum Zweitligisten Sloga Kraljevo bekannt gegeben.
Am Saisonende verließ er Sloga und wechselte zum Ligakonkurrenten FK Rad Belgrad. Im Januar 2022 kehrte er zu OFK Bačka zurück. Mit OFK Bačka stieg er in die dritte Liga ab. Im Januar 2023 wurde sein Vertrag aufgelöst
Im Januar 2023 wechselte zum ersten Mal in seiner Karriere ins Ausland, nach Deutschland, wo er für den Siebtligisten FC Srbija Ulm spielt.